# Nelson Freire
Nelson José Pinto Freire  (Boa Esperança, 18 de outubro de 1944 —  Rio de Janeiro, 1 de novembro de 2021) foi um pianista brasileiro. Considerado um dos principais pianistas de sua geração, ele era conhecido por sua "execução decorosa de piano" e "profundidade interpretativa". Sua extensa discografia para selos como Sony Classical, Teldec, Philips e Decca ganhou inúmeros prêmios, como o Gramophone Award e Diapason d'Or, além de três indicações ao Grammy. Ele apareceu como solista com as orquestras mais prestigiadas do mundo, incluindo a Orquestra Filarmônica de Berlim, a Orquestra Filarmônica de São Petersburgo, a Orquestra Real do Concertgebouw, a Orquestra Sinfônica de Londres, a Orquestra de Paris, a Orquestra Nacional da França, a Orquestra Filarmônica de Nova York, a Orquestra de Cleveland e Orquestra Sinfônica de Montreal, entre várias outras.

## Biografia
Nelson Freire começou a tocar piano quando tinha três anos, surpreendendo a todos ao tocar de memória peças que haviam sido executadas pela sua irmã mais velha, Nelma. Seus principais professores no Brasil foram Nise Obino e Lúcia Branco, que havia estudado com um aluno de Franz Liszt. Em seu primeiro recital, aos cinco anos de idade, Nelson escolheu a Sonata para piano em Lá maior, K331 de Mozart.
Em 1957, aos doze anos de idade, Freire foi o nono colocado no Concurso Internacional de Piano do Rio de Janeiro, cujo vencedor foi o austríaco Alexander Jenner, e na prova final executou o Concerto para piano n.º 5 "Imperador" de Beethoven. O júri do Concurso era composto por Marguerite Long, Guiomar Novaes e Lili Kraus. Ganhou do então Presidente do Brasil, Juscelino Kubitschek, uma bolsa de estudos para ir a Viena aprender com Bruno Seidlhofer, que também ensinou Friedrich Gulda.
Em 1964, Freire conquistou o primeiro lugar no Concurso Internacional de Piano Vianna da Motta em Lisboa e em Londres recebeu as medalhas de ouro Dinu Lipatti e Harriet Cohen.
Freire embarcou em sua carreira internacional em 1959, dando recitais e concertos nas maiores cidades da Europa, Estados Unidos, América Central e do América do Sul, Japão e Israel. Trabalhou também com muitos dos mais prestigiados regentes, incluindo Pierre Boulez, Eugen Jochum, Lorin Maazel, Charles Dutoit, Kurt Masur, André Previn, David Zinman, Vaclav Neumann, Valery Gergiev, Rudolf Kempe (com quem realizou diversas turnês pelos Estados Unidos e Alemanha com a Royal Philharmonic Orchestra), Gennady Rozhdestvensky, Hans Graf, Hugh Wolff, Roberto Carnevale, John Nelson, Seiji Ozawa e Isaac Karabtchevsky.
Apresentou-se como convidado de orquestras de prestígio, tais como: Berliner Philharmoniker, Münchner Philharmoniker, Bayerische Rundfunk Orchester, Royal Concertgebouw Orchester, Rotterdam Philharmonic Orchestra, Tonhalle Orchester Zurich, Wiener Symphoniker, Czech Philharmonic, Orchestre de la Suisse Romande, London Symphony Orchestra, Royal Philharmonic Orchestra, Orquestra Sinfônica do Estado de São Paulo, Orquestra Sinfônica Nacional da Rádio MEC,Orquestra Sinfônica do Paraná, Israel Philharmonic, Orchestre de Paris, Orchestre National de France, Orchestre National des Pays de la Loire, Philharmonique de Radio France, Orchestre de Monte Carlo e outras orquestras de Baltimore, Boston, Chicago, Cleveland, Los Angeles, Montreal, Nova York e Filadélfia.
Em Varsóvia (1999), Freire realizou um triunfo genuíno com sua interpretação do Concerto para Piano e Orquestra N.º 2 de Chopin, marcando os 150 anos de aniversário da morte do compositor. Em dezembro de 2001, presidiu o júri do Concurso de Piano Marguerite Long em Paris.
Freire realizou performances no Carnegie Hall em Nova Iorque acompanhado da Orquestra Filarmônica de Saint Petersburg, no Festival Internacional de Música Prague Spring com a Orchestre National de France e com as principais orquestras de Baltimore, Boston, Montreal, Nova York e Utah. Também se apresentou com a English Chamber Orchestra (na França e Portugal), Orchestre de la Radio Suisse Italienne e realizado recitais em Bruxelas, Paris, Roma, Munique, Lisboa, Luxemburgo e Zurique. Em 2002 e 2003, Freire realizou duas turnês de concertos sob a direção de Riccardo Chailly, com a Royal Concertgebouw Orchestra de Amsterdã e Orchestra Sinfònica di Milano Giuseppe Verdi. Ele também se apresentou com a Tonhalle Orchester Zurich e a Orquestra Sinfônica NHK de Tóquio.
Teve contrato de exclusividade assinado com a Decca e o primeiro CD produzido foi dedicado às obras de Chopin, que ganhou aclamação unânime da crítica musical internacional. A gravação recebeu o Diapason d’Or e um prêmio “Choc” do Monde de la Musique. Também ficou como 10.º no ranking da revista Répertoire e foi recomendado pela revista Classica. Foi considerado pela Revista Época um dos cem brasileiros mais influentes do ano de 2009. No Ano Chopin 2010, Freire abre o concerto de inauguração na Sala São Paulo.
No dia 15 de dezembro de 2016 recebeu o título de Doutor Honoris Causa pela Universidade Federal de Minas Gerais (UFMG) em cerimônia realizada no auditório da Reitoria da universidade e presidida pelo Reitor Jaime Arturo Ramirez. A concessão do título a Freire fez parte do conjunto de comemorações dos 90 anos da UFMG.
Em novembro de 2019, sofreu uma queda ao tropeçar numa calçada na Barra da Tijuca, fraturando o úmero do braço direito. Voltaria aos palcos no ano seguinte, mas os planos foram adiados pela pandemia do Coronavírus. Freire morreu em 1 de novembro de 2021, aos 77 anos de idade, no Rio de Janeiro.

## Vida pessoal
Esteve casado com o médico Miguel Rosário. Ao morrer deixou o marido e um irmão.

## Discografia
Durante décadas, Freire se recusou a fazer gravações, por não gostar e acreditar que música só se fazia ao vivo, diante do público. No entanto, gravou para a Sony/CBS, Teldec, Philips e Deutsche Grammophon. Fez concertos para piano e orquestra de Liszt com a Dresden Philharmonic sob regência de Michel Plasson para a Berlin Classics. Sua gravação dos 24 Prelúdios de Chopin recebeu o Edison Award. E seu álbum Chopin The Nocturnes lançado em 2010, foi seu primeiro certificado no Brasil com Disco de Ouro pela ABPD devida as mais de quarenta mil cópias vendidas. Seu último trabalho, realizado em 2011 em comemoração ao bicentenário de nascimento de Franz Liszt, é o CD intitulado "Harmonies du Soir", que homenageia o compositor húngaro.
Discografia parcial:
- 1999 – Great Pianists of the 20th Century Vol. 29. Phillips
- 2001 – Chopin, Son. p. n. 3/Estudios op. 25/3 Nuevos Estudios – Freire; Decca
- 2004 – Chopin, Estudios op.10/Barcarolla op. 60/Son. pf. n. 2 – Freire; Decca
- 2008 – Debussy, Prel. I/D'un cahier d'esquisses/Children's C./Clair de lune – Freire; Decca
- 2009 – Argerich & Freire – Live in Salzburg (3 de agosto de 2009) – Argerich/Freire, Deutsche Grammophon
- 2010 – Chopin The Nocturnes
- 2011 – Harmonies du Soir, Freire
- 2011 – Freire, Brasileiro – Villa Lobos & Friends;Decca
- 2014 – Beethoven, Conc. p. n. 5 'Emperador'/Son. p. n. 32 op. 111 – Freire/Chailly/GOL; Decca
- 2015 – Bach, Part. clvc. n. 4/Suite ingl. n. 3/Fantasía crom. y fuga/Corali – Freire; Decca
- Freire, Radio days. The concerto broadcasts, 1968-1979 – Wallberg/Peters/Masur/Zinman; Decca

## Prêmios
Em 1964, conquistou o primeiro lugar no Concurso Internacional de Piano Vianna da Motta em Lisboa e em Londres recebeu as medalhas de ouro Dinu Lipatti e Harriet Cohen.
Sua gravação dos 24 Prelúdios de Chopin recebeu o Edison Award. Ganhou o prêmio Classic FM Gramophone Awards (2007), pela Gravação do Ano, com o CD Brahms Piano Concertos.
Em 2016 recebeu o Doutoramento Honoris Causa pela Universidade Federal de Minas Gerais.
Em 2019, recebeu o International Classical Music Award por toda sua obra.
Também em 2019 foi agraciado pela Fundação Konex da Argentina com o Prêmio Konex Mercosur como uma das figuras mais destacadas da Música Clássica da América Latina, prêmio que é concedido a cada 10 anos para esta atividade.

### Condecorações
- Ordre des Arts et des Lettres
- Ordre National de la Légion d'Honneur

## Filme
Em 2003, João Moreira Salles realizou um documentário, denominado Nelson Freire e que ganhou dois prêmios no Grande Prêmio Cinema Brasil, nas categorias de Melhor Documentário e Melhor Som. Participou do filme a pianista argentina Martha Argerich, com quem Nelson fez vários concertos conjuntos, e de quem era muito próximo.

## Genealogia
- Ascendência: Nelson é o quinto e último filho de Augusta Pinto Neves e de José Freire da Silva, o qual era filho de Casimiro Antônio da Silva e de Maria Freire, neto materno de José Delmonte Freire e de Ana Elídia de Figueiredo e, por esta, bisneto dos primos José Borges de Figueiredo e Ana Felizarda de Figueiredo. Ana Felizarda era filha dos primos João Batista de Figueiredo e de Ana Custódia Vilela, neta paterna de João Rodrigues de Figueiredo e de Felícia Cândida de Figueiredo, esta filha do Capitão-Mor José Álvares de Figueiredo – o fundador de Boa Esperança – e de Maria Vilela do Espírito Santo, esta neta da Ilhoa Júlia Maria da Caridade.[carece de fontes?]
- Colaterais: É sobrinho de Geraldo Freire e primo de diversas personalidades, como: Antônio Aureliano Chaves de Mendonça, Danton Mello, Eduardo Carlos Figueiredo Ferraz, Ester de Figueiredo Ferraz,  Fátima Freire, José Carlos de Figueiredo Ferraz, Morvan Aloísio Acaiaba de Resende, Ricardo Gumbleton Daunt, Selton Mello e Wagner Tiso, Rubem Alves, dentre outros.[carece de fontes?]